# 高維爾號驅逐艦 (DD-167)
高維爾號驅逐艦（舷號DD-167），轉交英國皇家海軍後更名為布萊頓號，服役於蘇聯海軍時更名為熱烈號，是一艘美國海軍建造的驅逐艦，為維克斯級驅逐艦的93號艦。她是美軍第一艘以高維爾為名的軍艦，以紀念1812年戰爭時期的海軍軍官約翰·高維爾（John G. Cowell）。
高維爾號在1918年於霍河造船廠開始建造，在同年下水，於1919年服役，其時第一次世界大戰已經結束。稍後高維爾號被派往大西洋及亞德里亞海執勤，於1922年退役封存。第二次世界大戰爆發後，高維爾號在1940年重新服役，並在同年按租借法案轉交英國，更名為布萊頓。此後布萊頓號主要用作佈雷艇及訓練艦。1944年布萊頓號轉交蘇聯，更名熱烈。戰後蘇聯在1949年將熱烈號歸還英國，並出售拆解。